# Pariolius armillatus
Pariolius armillatus is een straalvinnige vissensoort uit de familie van de antennemeervallen (Heptapteridae). De wetenschappelijke naam van de soort is voor het eerst geldig gepubliceerd in 1872 door Cope.
De soort bereikt een lengte van 3,2 cm en voedt zich met larven van schietmotten.
De soort komt voor in de bovenloop van de Amazone in rivieren met zand- of kiezelbodems zonder begroeiing en werd waargenomen in Brazilië en Peru.